# Bakaxel
En bakaxel förbinder det bakre hjulparet på ett fyrhjuligt motorfordon. En bakaxel behöver alltså inte nödvändigtvis ha formen av en axel utan kan vara uppbyggd på många olika sätt. Ett fordon med fler än två axlar kan ha flera bakaxlar, de benämns då främre respektive bakre bakaxel.
En bakaxel kan vara utformad som en drivande axel eller som en frirullande axel. På ett framhjulsdrivet fordon är alla bakaxlar frirullande, på ett bakhjulsdrivet fordon är minst en av bakaxlarna drivande.
En bakaxel kan vara utförd som en stel axel eller som en delad axel. En stel bakaxel innebär att hjulen på den axeln är, i geometriskt hänseende, fast förbundna med varandra och att det ena hjulets fjädringsrörelse kommer att påverka även det andra. En delad bakaxel betyder att det ena hjulet kan fjädra ner eller upp utan att detta påverkar det andra hjulet på samma axel, kallas även individuell hjulupphängning. En speciell typ av drivande bakaxel är De Dion-axeln, vilken förenar fördelarna med en stel axel och en delad axel.
En stel drivande bakaxel består av:
- Bakaxelbrygga; den bärande delen av bakaxeln. Den kan vara utförd i ett stycke (så kallad banjotyp) eller uppbyggd av ett centralt växelhus med påskruvade eller fastsvetsade axelrör.
- Drivaxlar; de axlar som löper inuti bakaxelbryggan och driver hjulen. Drivaxlarna kallas halvt avlastade, trekvarts avlastade eller helt avlastade beroende på hur mycket böjande moment de behöver bära.
- Bakaxelväxel; den växel som ändrar riktning på kardanaxelns drivande moment så att det riktas ut mot sidorna till drivhjulen. Den är oftast utformad så att det sker en nedväxling av varvtalet och en uppväxling av momentet. Bakaxelväxeln kan innehålla någon form av tillsatsväxel (ofta benämnd norrlandsväxel), vilken är en inkopplingsbar underväxel som ger större moment till hjulen vid start med tung last eller i uppförsbacke.
- Differentialväxeln; är sammanbyggd med bakaxelväxeln och ser till att hjulen kan rotera med olika varvtal men ändå erhålla lika stort moment.
- För körning under svåra förhållanden kan en bakaxel vara försedd med navreduktion. Detta innebär att det drivande momentet växlas upp ytterligare ett steg i en planetväxel ute i drivhjulens nav.
- För att öka markfrigången hos terrängbilar kan axeln vara utrustad med en reduktionsväxel vid hjulen som gör att hjulcentrum förskjuts nedåt i förhållande till differentialen, en så kallad portalaxel. Exempel på bilar med portalaxlar är tidiga VW typ 2 (buss), terrängbilen tgb11, Unimog och Humvee (Hummer).